# Miloš Rus
Miloš Rus (født 4. april 1962) er en tidligere slovensk fodboldspiller og træner.